# Cyclopogon congestus
Cyclopogon congestus är en orkidéart som först beskrevs av Vell., och fick sitt nu gällande namn av Frederico Carlos Hoehne. Cyclopogon congestus ingår i släktet Cyclopogon, och familjen orkidéer. Inga underarter finns listade i Catalogue of Life.